# Farsetia undulicarpa
Farsetia undulicarpa är en korsblommig växtart som beskrevs av Bengt Edvard Jonsell. Farsetia undulicarpa ingår i släktet Farsetia och familjen korsblommiga växter. Inga underarter finns listade i Catalogue of Life.